# Aire-sur-la-Lys
Aire-sur-la-Lys (Nederlands, beperkt en streekgebonden: Ariën(-aan-de-Leie)) is een stad en gemeente in het Franse departement Pas-de-Calais. Ze telde op 1 januari 2022 9.568 inwoners, die Airois worden genoemd.

## Geschiedenis

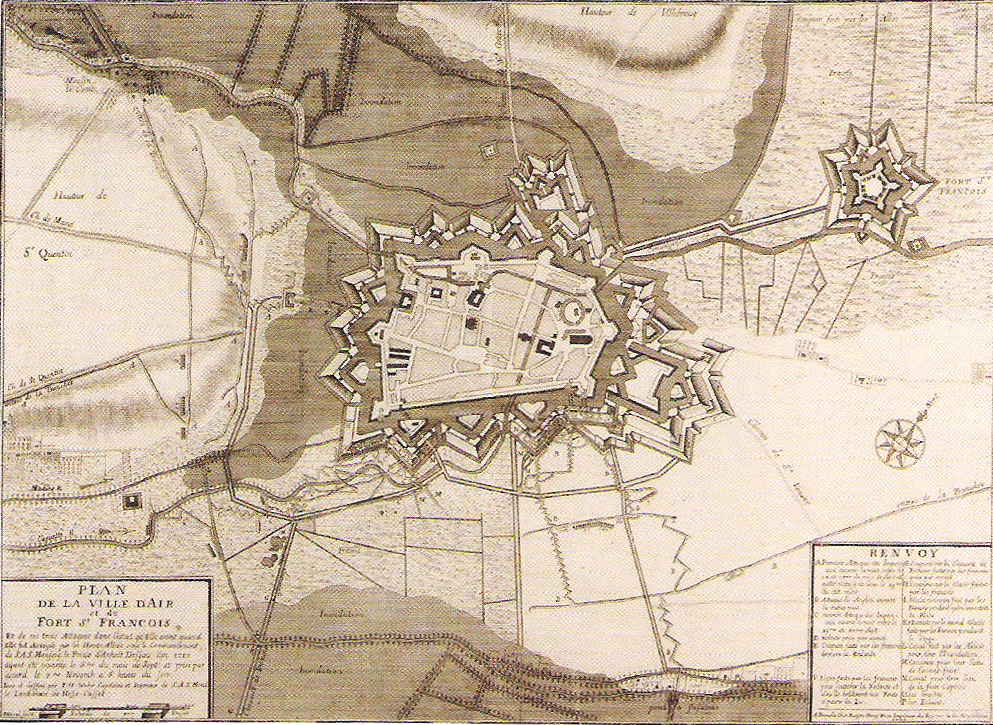
Vestingen van Aire-sur-la-Lys, 1711

Een oude vermelding van de plaats dateert uit de 9e eeuw als Aria monasterium. Uit de 11e eeuw dateert een vermelding als Aria.
Aire-sur-la-Lys ontwikkelde zich rond een versterking gebouwd door de Vlaamse graaf Boudewijn II van Henegouwen om de streek te beschermen tegen de invallen van de Vikingen. In de 12e eeuw liet graaf Boudewijn de Moedige, in Vlaanderen gekend als Boudewijn VIII, de Sint-Pieterskerk bouwen. Graaf Filips van de Elzas verleende in 1188 stadsrechten aan Ariën (Loi de l'Amitié). In de 16e eeuw kreeg het Frans de overhand op het Nederlands.
In 1191 stond de Vlaamse graaf Boudewijn de Moedige de rechten op Atrecht, Lens, Sint-Omaars (het latere graafschap Artesië) en het Boulogne noodgedwongen af aan koning Filips II van Frankrijk. In 1196 werd ook de stad Ariën van het graafschap Vlaanderen losgemaakt en aan dit gebied toegevoegd. Zo verkreeg hij toestemming van de Franse koning om als graaf te worden erkend na het overlijden van zijn voorganger Filips van de Elzas.
Tussen 1127 en 1710 werd de stad elfmaal belegerd. Ze werd later Bourgondisch bezit en dan Spaans. Vauban belegerde de stad in 1676. Ze bleef onderdeel van de Zuidelijke Nederlanden tot 14 april 1713, toen de stad door het Verdrag van Utrecht definitief bij Frankrijk werd ingelijfd.
Aire werd ook vermeld door Casanova in zijn memoires . Hij werd er, naar eigen zeggen, onheus behandeld nadat hij gelogen had een koerier te zijn waarna men de stadspoorten heeft geopend. De tekst geeft een sumier beeld van de plaats aan het einde van het ancien régime.
Op het eind van het ancien régime werd Aire-sur-la-Lys een gemeente, waarin onder meer ook de parochies Rincq, Saint-Quentin en Saint-Martin en hun afhankelijkheden werden ondergebracht. De vestingwerken werden ontmanteld in 1893.
Tijdens de Eerste Wereldoorlog lag Aire-sur-la-Lys een eindje van het front. In de stad waren een Brits hoofdkwartier en verschillende medische posten gevestigd.
In 1983 werd de gemeentenaam officieel gewijzigd van Aire in Aire-sur-la-Lys.

## Geografie
De oppervlakte van Aire-sur-la-Lys bedraagt 33,38 vierkante kilometer; Op 1 januari 2022 was de bevolkingsdichtheid 286,6 inwoners per km².
De gemeente ligt aan de Leie (Frans: Lys), op de grens van Frans-Vlaanderen en Artesië. Aire-sur-la-Lys ligt in het uiterste westen van de laagvlakte van de Leie. De Laquette mondt hier in de Leie uit, waar de Nieuwegracht en het Canal d'Aire op aansluiten. Verder stroomopwaarts liggen de heuvels van Artesië. Verder naar het oosten ligt het Niepebos, een uitgestrekt bosgebied.
De stad telt buiten de historische stadskern nog verschillende gehuchten. In het westen liggen de gehuchten Glomenghem, Rincq, Moulin le Comte en Saint-Quentin. In het noorden liggen de gehuchten La Jumelle, Garlinghem en Saint-Martin. In het westen liggen de gehuchten Grand Neufpré en Petit Neufpré, Widdebrouck, Pecqueur, Houleron en La Lacque. In het zuiden liggen nog de gehuchten Mississippi en Lenglet.

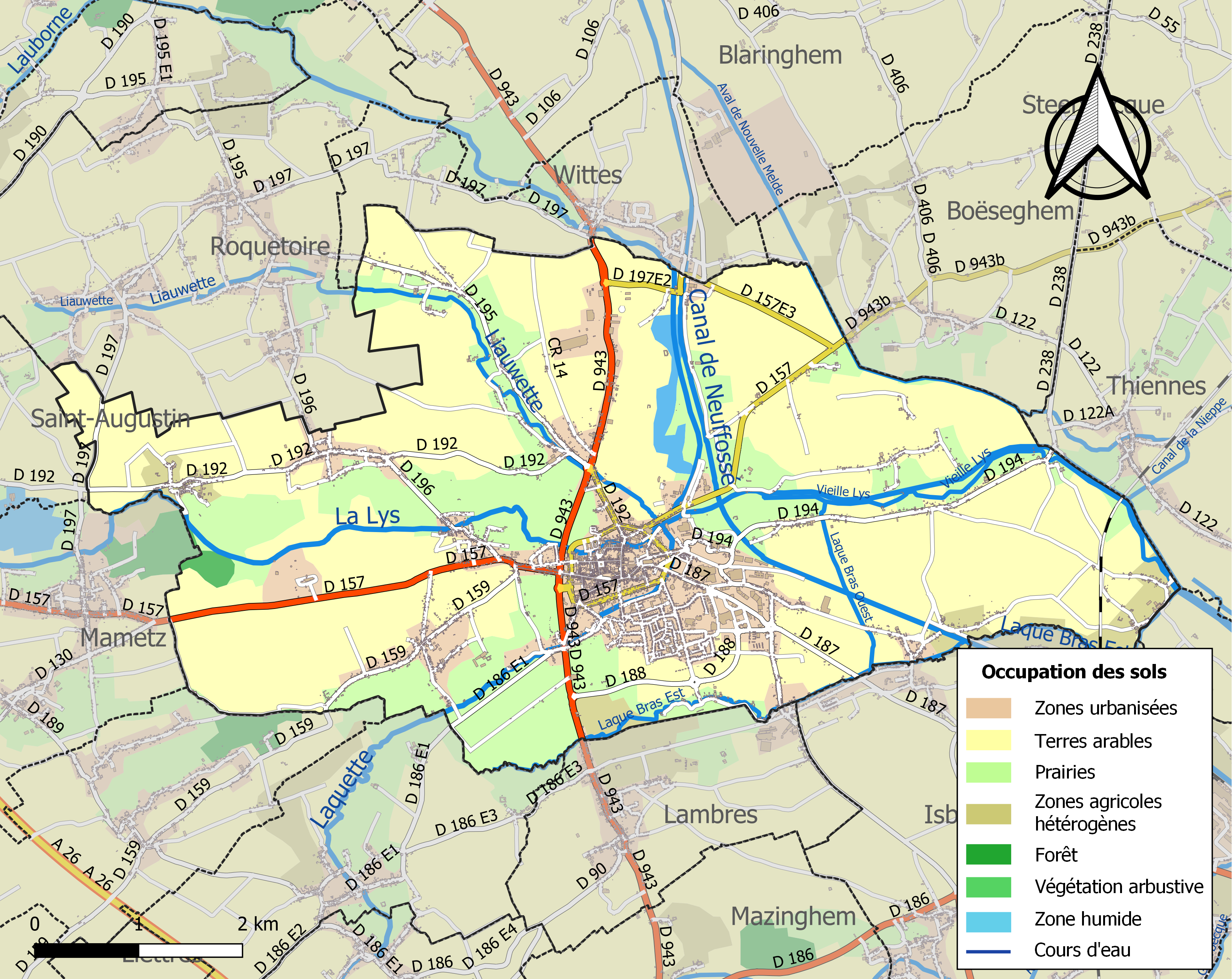
Kaart van de gemeente met belangrijkste infrastructuur, bodemgebruik en omliggende gemeenten

## Bezienswaardigheden
- De Sint-Pietersstiftkerk (Collegiale Saint-Pierre), in 1862 geklasseerd als monument historique.
- Het Baljuwhuis (baillage) (baljuwgerecht), in Vlaamse renaissancestijl, opgetrokken tussen 1595 en 1600, gefinancierd door taksen op bier. De toenmalige burgemeester kreeg hiervoor toelating vanuit Brussel. Het werd in 1886 geklasseerd als monument historique.
- Stadhuis met het Belfort van Aire-sur-la-Lys, barok, gebouwd onder koning Lodewijk XIV, in 1947 geklasseerd als monument historique.
- De Sint-Jacobus de Meerdere en Sint-Ignatiuskerk (Église Saint-Jacques-le-Majeur-et-Saint-Ignace) uit 1682, geklasseerd als monument historique in 1942.
- Oude Hôtel du Gouveneur uit 1635, in 1947 ingeschreven als monument historique.
- Het refugiehuis van de Sint-Augustinusabdij van Clarques, in 1947 ingeschreven als monument historique.
- Hôtel d'Orgeville uit het begin van de 19e eeuw, ingeschreven als monument historique in 1948.
- Hôpital Saint-Jean uit het begin van de 18e eeuw, in 1946 en 1947 ingeschreven als monument historique.
- De restanten van het Fort Saint-François of Fort Gassion, in 1990 ingeschreven als monument historique.
- Op de gemeentelijke Begraafplaats van Aire-sur-la-Lys bevindt zich een Britse militaire perk met zo'n 900 gesneuvelden uit de Eerste Wereldoorlog
- De Caserne Taix en de Caserne Listenois, kazernes uit het eind van de 17e en begin van de 18e eeuw, in 2002 ingeschreven als monument historique.
- Brasserie de la Lys, een voormalige brouwerij en mouterij, in 1999 ingeschreven als monument historique.
- Enkele woonhuizen werden in 1948 ingeschreven als monument historique: een woning uit 1638 aan de Rue d'Arras 2, een pand uit 1720 aan de Rue du Bourg 2 en een uit 1722 aan de Rue du Bourg 4, een huis uit 1717 aan de Rue de Saint-Omer 7, een uit de eerste helft van de 16de eeuw aan de Rue de Saint-Omer 28 en een uit de tweede helft van de 18de eeuw aan de Rue de Saint-Omer 31
- Het college uit 1621, in 1946 als monument historique ingeschreven.
- Maison des Dévotaires uit 1711, ingeschreven als monument historique in 1946.
- Chapelle Beaudelle uit 1868, ingeschreven als monument historique in 2003.
- Bastion de Beaulieu, ingeschreven als monument historique in 1990.
- Porte d'Arras (Atrechtsepoort) en de Porte de Saint-Omer (Sint-Omaarsepoort), die op het eind van de 19e eeuw werden ontmanteld en aan het stadion werden herbouwd. De poort werd in 1946 als monument historique ingeschreven.
- De Sint-Kwintenskerk (Église Saint-Quentin), in het tot de gemeente Aire-sur-la-Lys behorende dorp Saint-Quentin, in 1989 geklasseerd als monument historique.
- De Moulin des Invalides, een watermolen.

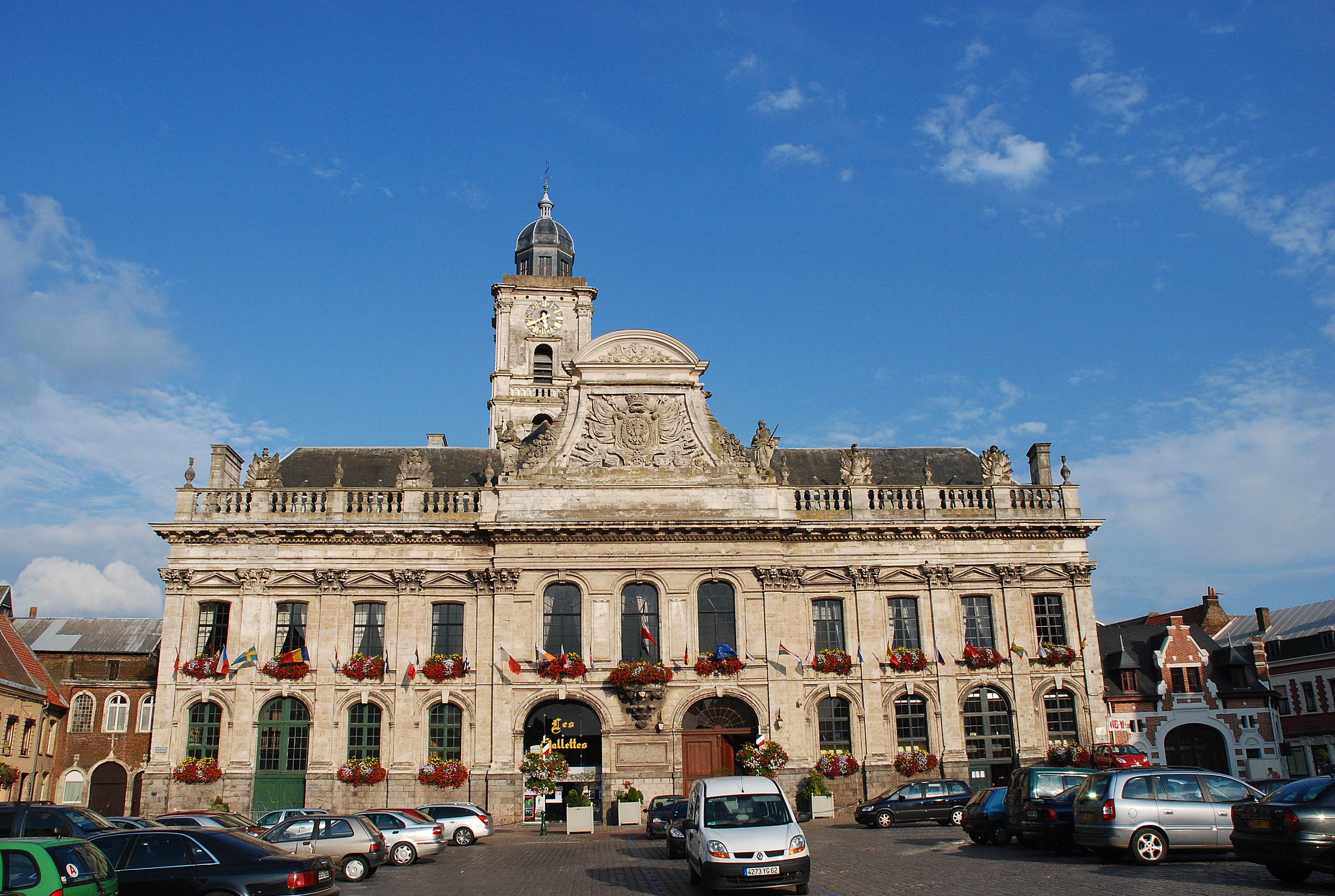
Het gemeentehuis
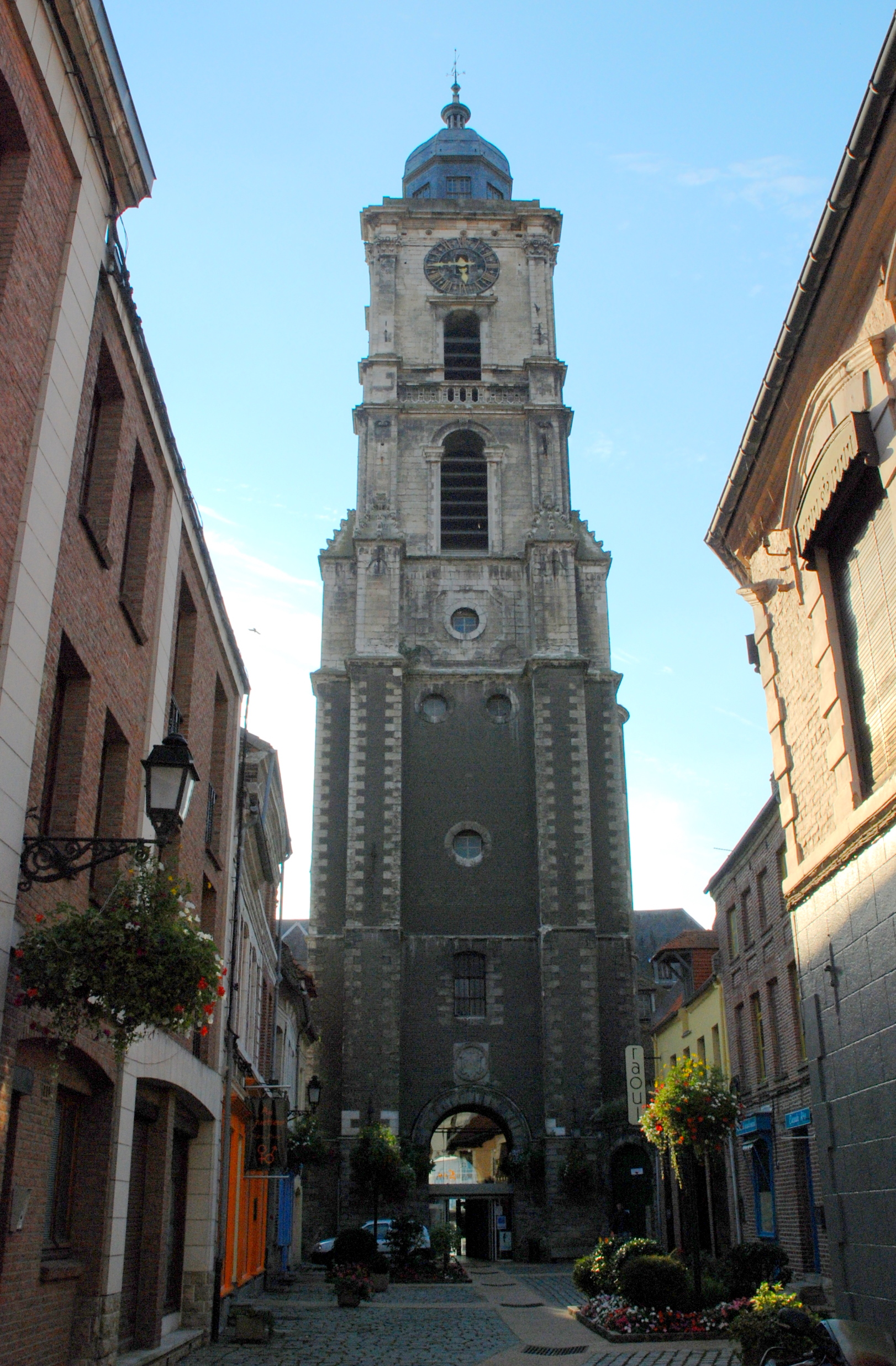
Het belfort
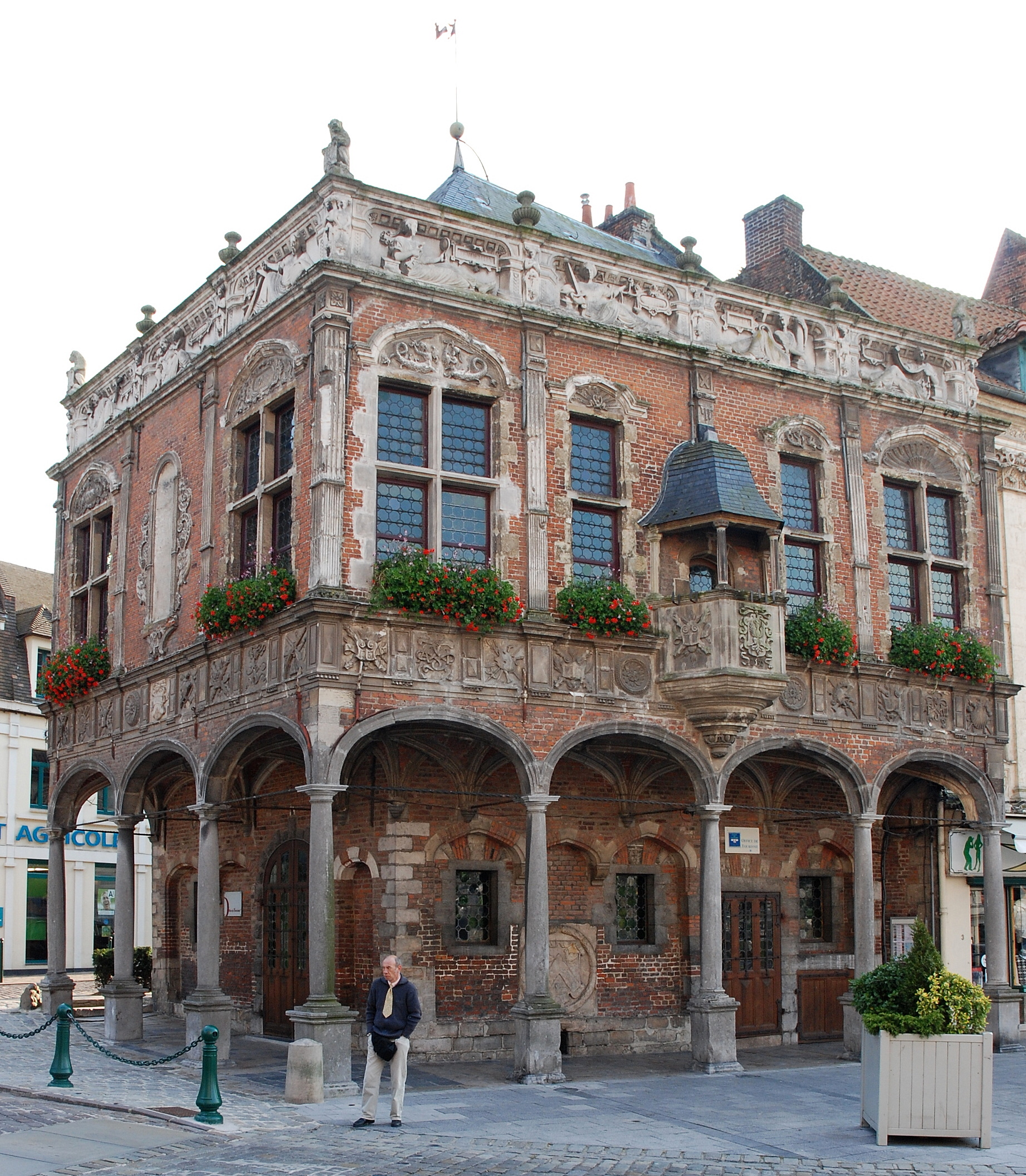
Het baljuwhuis

## Economie
De landbouw in de omgeving van Aire-sur-la-Lys is van belang geweest. Er verrees een grote graansilo. Omdat Aire-sur-la-Lys tot 1893 een vestingstad was, was er geen ruimte voor industrialisatie. Er is in de 19e eeuw nog gezocht naar steenkool, maar dit leverde niets op. Een belangrijke werkgever was de keramische industrie van Beugin, die in 1985 sloot. Kleinere ondernemingen waren actief in de textiel en in de voedingsmiddelenindustrie. In 1972 kwam er een bedrijventerrein. De belangrijkste werkgevers voor Aire liggen buiten de gemeentegrenzen, zoals de staalfabriek van ArcelorMittal te Isbergues en de glasfabriek van Arc International te Arques.

## Demografie
Onderstaande figuur toont het verloop van het inwonertal.

## Nabijgelegen kernen
Lambres, Isbergues, Tienen, Boezegem, Wittes, Rincq, Mametz, Saint-Quentin